# 小果锈毛五叶参
小果锈毛五叶参（学名：Pentapanax henryi var. fangii）是五加科五叶参属锈毛五叶参的变种。分布在中国大陆的四川等地，目前尚未由人工引种栽培。